# Aviceda jerdoni
El baza oriental (Aviceda jerdoni)
 es una especie de ave rapaz diurna de la familia Accipitridae nativa del Sudeste Asiático. Habita en las colinas del Terai y es raro en los bosques de hoja perenne y plantaciones de té.
El nombre binomial de la especie conmemora al cirujano y naturalista británico Thomas C. Jerdon.

## Descripción

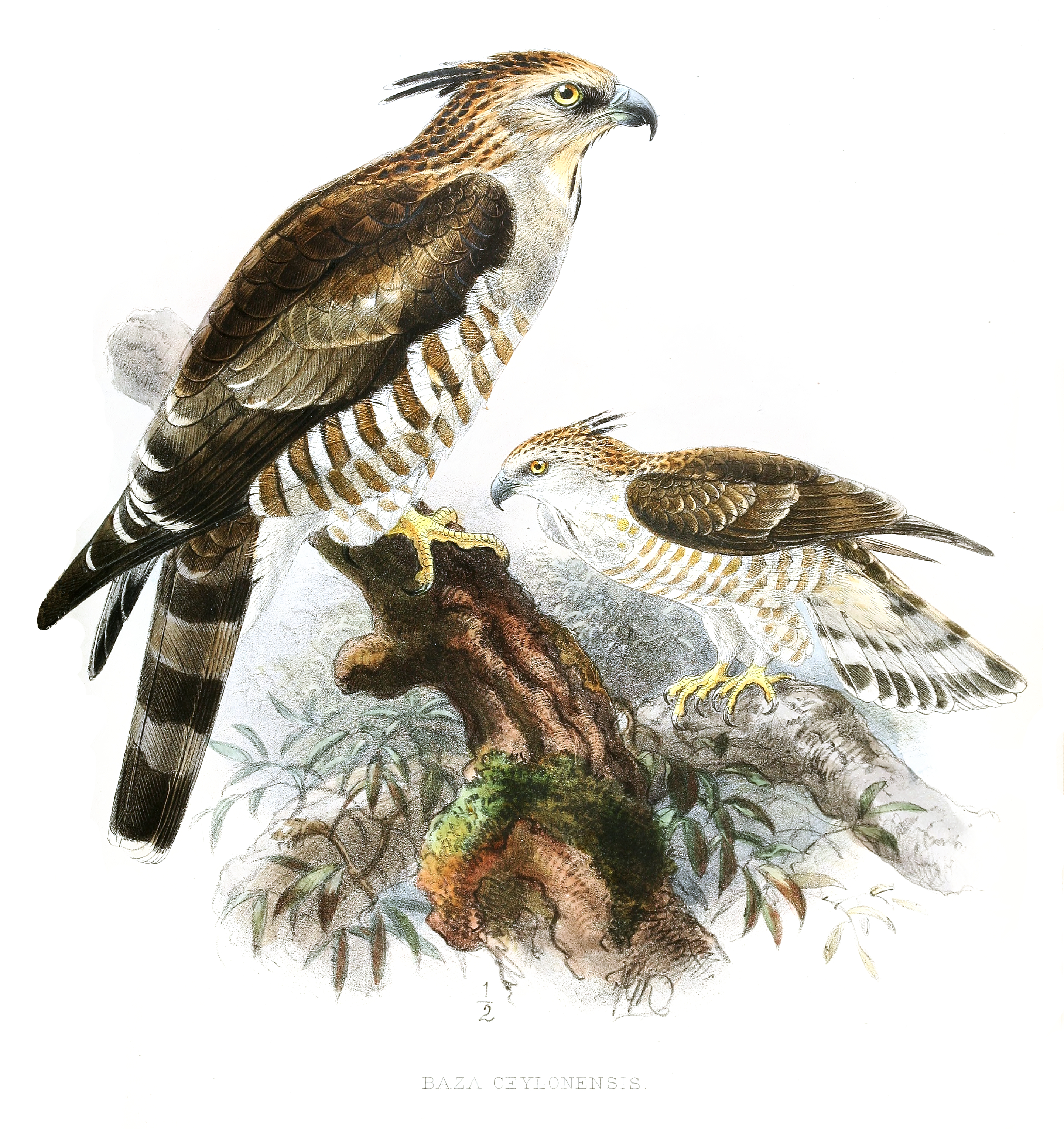
Ilustración de John Gerrard Keulemans

Mide unos 46 cm longitud. En vuelo puede ser confundida con el azor moñudo (Accipiter trivirgatus) o el águila azor variable (Nisaetus cirrhatus), pero se la puede distinguir por la cresta más larga, alas anchas y redondeadas en forma de remo y las partes inferiores mayormente simples y pálidas. Tiene una barbilla blanca y una raya mesial negra.

## Subespecies
Se reconocen varias subespecies dentro de su amplia gama de distribución. Estas incluyen:
- A. j. jerdoni (Blyth, 1842)– de noreste de la India a Birmania, sur de China y el norte de la península de Malaca.
- A. j. ceylonensis (Legge, 1876)– el sur de la India y Sri Lanka.
- A. j. borneensis (Sharpe, 1893)– Borneo.
- A. j. magnirostris (Kaup, 1847)– Luzón, Mindanao.
- A. j. leucopias (Sharpe, 1888)– Romblón, Samar, Palawan.
- A. j. celebensis (Schlegel, 1873)–

## Distribución

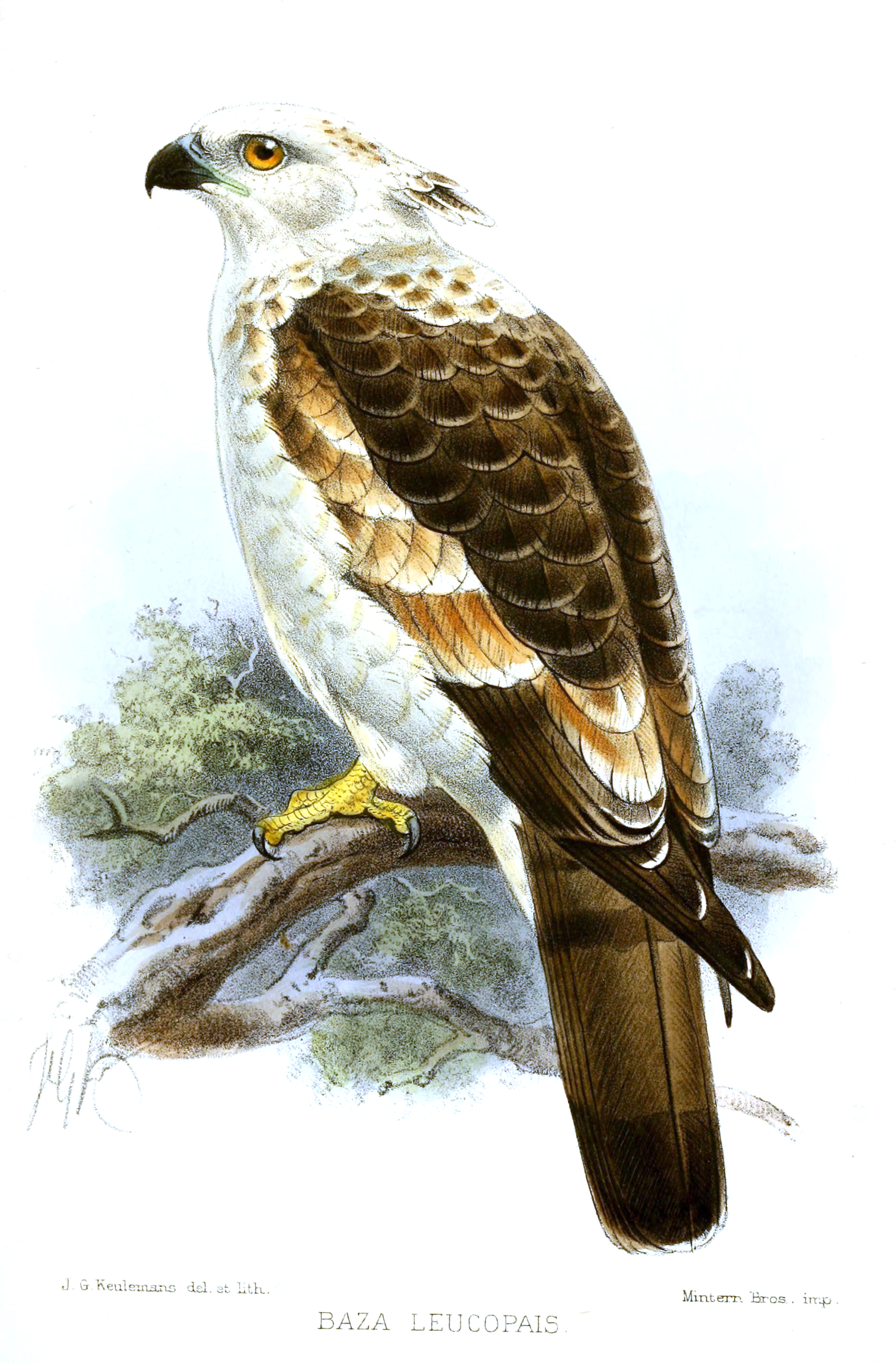
A. j. leucopias

Es residente en el Terai del norte de la India y estribaciones de la cordillera del Himalaya oriental, desde el este de Nepal y duars de Bengala al valle de Assam, Ghats occidentales en el sur de la India, el sur de Sri Lanka, Bangladés, Birmania, Tailandia, Sumatra, Singapur y las Filipinas